# Transantarktisches Gebirge
Das Transantarktische Gebirge ist eine Bergkette in Antarktika, die sich mit einigen Unterbrechungen zwischen Kap Adare im Viktorialand und dem Coatsland erstreckt. Es wurde 1841 von James Clark Ross bei der nach ihm benannten Expedition entdeckt.

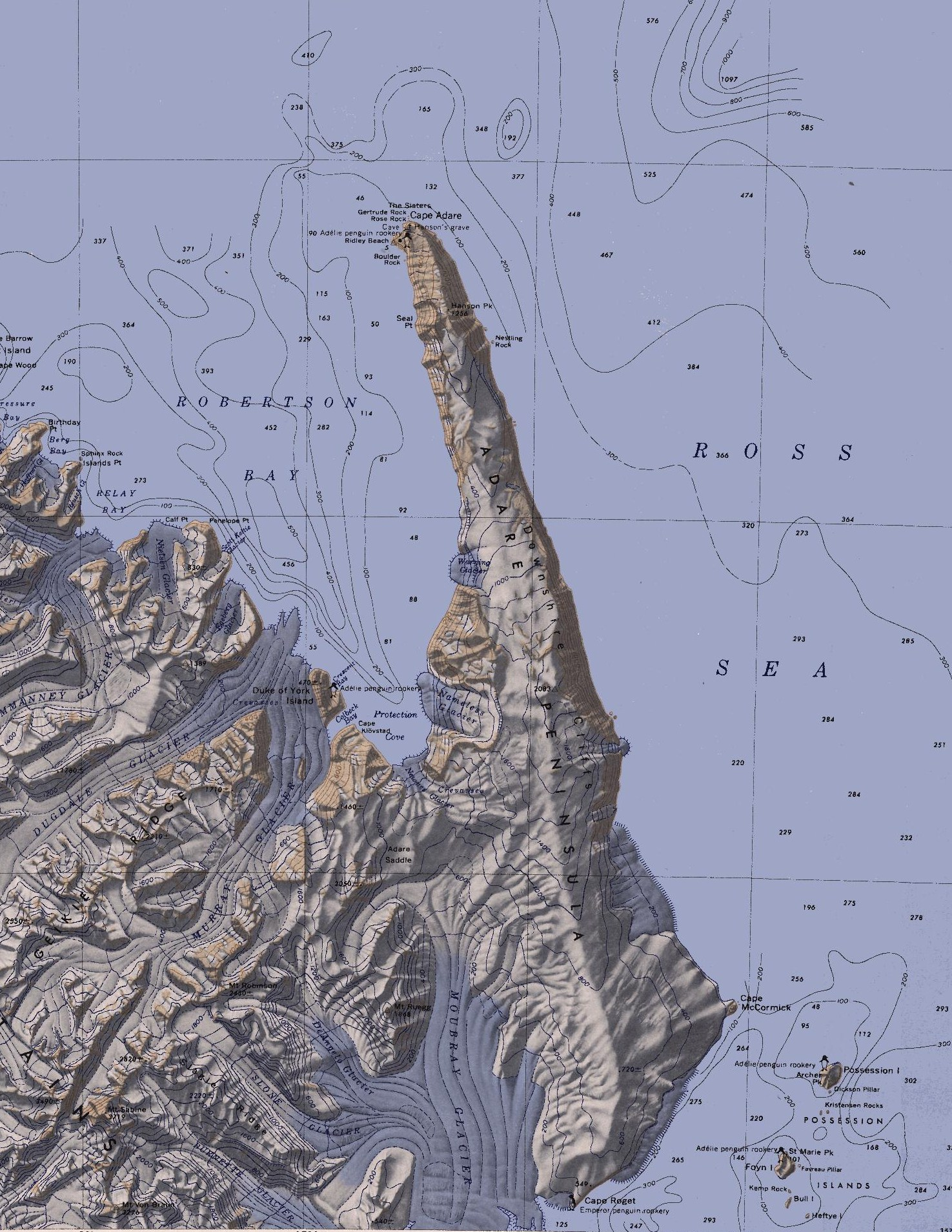
Adare-Halbinsel mit dem Kap Adare
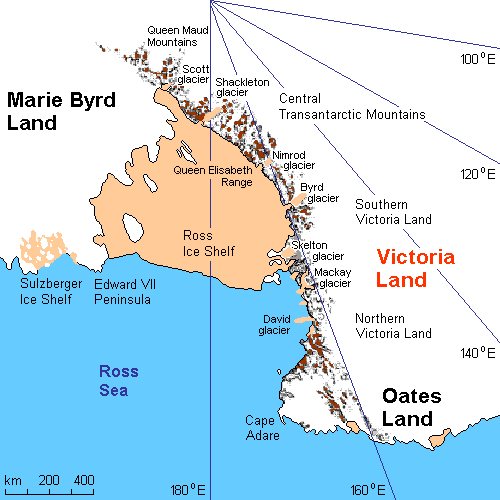
Lage des Viktorialandes

Der Gebirgszug durchquert zwischen der Westküste des Ross- und der Ostküste des Weddellmeers den gesamten Kontinent Antarktika, daher auch der Name. Es erreicht Höhen bis über 4500 m. Der zwischen 100 und 300 km breite Bergrücken bildet über weite Strecken die Grenze zwischen der Ostantarktis und der Westantarktis. Die Gipfel des Gebirges sind einige der wenigen Stellen, an denen der den Kontinent bedeckende Eispanzer durchbrochen wird. Jedoch liegt das Transantarktische Gebirge nicht überall frei zutage, sondern wird stellenweise komplett vom Eispanzer überdeckt. Ein besonderes antarktisches Phänomen stellen die nahe der Station McMurdo gelegenen Trockentäler dar: Landstriche, die schnee- und eisfrei sind, weil in ihnen praktisch kein Niederschlag stattfindet.
Mit einer Länge von etwa 3500 km ist das Transantarktische Gebirge der fünftlängste Gebirgszug der Erde. Teilweise werden auch die Berge der Antarktischen Halbinsel hinzugerechnet; dann ergibt sich eine Gesamtlänge von ungefähr 4800 km. Höchster Berg ist der 4528 m hohe Mount Kirkpatrick.
Das Transantarktische Gebirge ist erheblich älter als andere Gebirgszüge des Kontinents, die vulkanischen Ursprungs sind (allerdings besitzt das Gebirge selbst auch einige vulkanische Anteile). Seine Auffaltung begann vor etwa 65 Millionen Jahren im Känozoikum. Das Gebirge setzt sich hauptsächlich aus Sand- und Doleritsteinen zusammen, die ihrerseits teilweise schon vor mehr als 400 Millionen Jahren entstanden sind (ab dem Silur). Die nicht unter Eis liegenden Berge, Fossilien und geologische Bohrungen (z. B. im Cape Roberts Project) haben Wissenschaftlern geholfen, mehr über die Entstehungsgeschichte des antarktischen Kontinents und seine zentrale Rolle im Urkontinent Gondwana zu erfahren.
Der Name „Transantarktisches Gebirge“ wurde 1962 vom Beratungskomitee für antarktische Namen der US-amerikanischen Behörde für geographische Namen empfohlen. Diese rein deskriptive Bezeichnung (im Gegensatz zu vielen anderen geographischen Namen des sechsten Kontinents, die oft berühmte Persönlichkeiten ehren) ist inzwischen international anerkannt.

## Geographische Gliederung
- Berge des Viktorialandes
- Prince Albert Mountains
- Queen Alexandra Range
- Königin-Maud-Gebirge
- Horlick Mountains
- Thiel Mountains
- Pensacola Mountains

## Geologie

Lage vom Marie-Byrd-Land
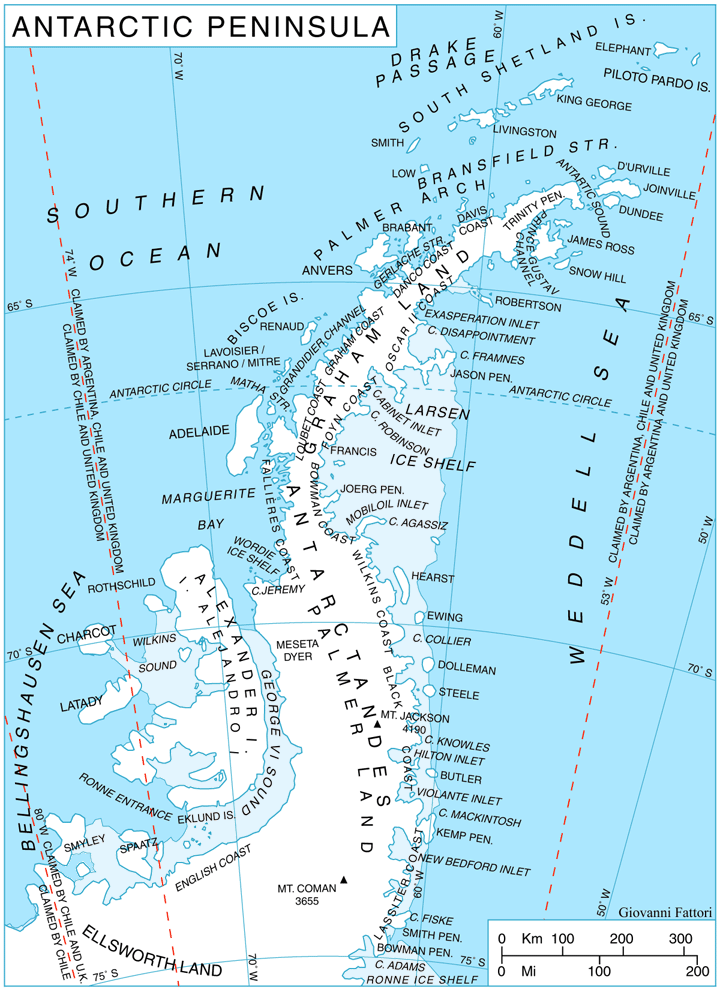
Karte der Antarktischen Halbinsel
Antarktische Schelfeisgebiete mit dem rot markierten Ross-Schelfeis
Lage und Erstreckung vom West Antarctic Rift System
Karte vom West Antarctic Rift
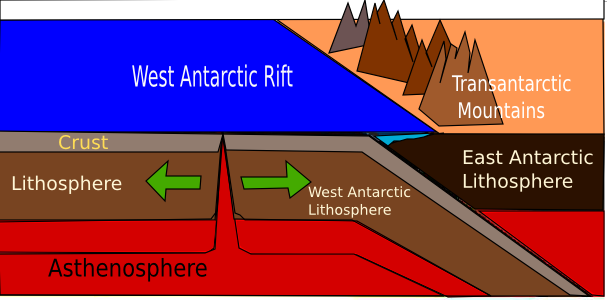
Tektonische Prinzipdarstellung vom West Antarktic Rift System und Transantarktischen Gebirge

Das Transantarktische Gebirge besteht aus einem Grundgebirge, das von Gesteinen des Ross-Orogens gebildet wird, und aufliegenden suprakrustalen Sequenzen der Beacon Supergroup. Geologisch gesehen stellt der Gebirgszug die weltweit längste Flanke eines Grabenbruchsystems dar. Letzteres entstand infolge einer Erdkrustenreaktivierung entlang des ostantarktischen Kratonrandes, an dem sich das Ross-Orogen gebildet hatte. Die thermo-tektonische Geschichte kann bis zum späten Jura zurückgeführt werden. Apatit-Spaltspurdatierung (Fission Track Dating) erlaubte die Abgrenzung von Zeiträumen und Mustern von Exhumierungsereignissen, die sich ab der frühen Kreide bis zum Känozoikum ereigneten.
Eine wesentliche Rolle spielte dabei die Öffnung des West Antarktic Rift System. Dieses besteht aus einer Reihe von Rift-Tälern zwischen Ost- und Westantarktika. Es umfasst die Ross Embayment, das Rossmeer, das Gebiet unter dem Ross-Schelfeis, einen Teil vom Marie-Byrd-Land und reicht bis zur Basis der Antarktischen Halbinsel. Es hat eine geschätzte Länge von ca. 3000 Kilometer und eine Breite von ca. 700 Kilometer. Seine Entwicklung ist auf die Ausdünnung der Lithosphäre zwischen Ost- und Westantarktis zurückzuführen. Sie begann in der frühen bis mittleren Kreide und steht im Zusammenhang mit der Separierung Proto-Ostantarktika von Proto-Australien.
In der späten Kreide um 65 mya folgte die Hauptphase der Krustendehnung und -ausdünnung, die flache Dehnungsverwerfungen am Kontinentalrand erzeugte. Diese Prozesse breiteten sich im frühen Känozoikum weiter südlich aus mit Ozeanbodenspreizung vom Adare Trough bis in die kontinentale Kruste unter dem westlichen Rossmeer. Sie waren wahrscheinlich die Auslöser für die Biegungsaufwölbung (Flexural uplift) (siehe auch → Flexur) der ostantarktischen Lithosphäre und damit zur Bildung des Transantarktischen Gebirges, die zwischen 7 und 10 Kilometer emporgehoben wurden. Dieses stellt demnach einen Gebirgszug dar, der nicht infolge konvergierender Lithosphärenplatten entstand. Diese Aufwärtsbewegung hält derzeit noch an.